# Team Sky 2016
Questa voce raccoglie le informazioni riguardanti la squadra ciclistica Team Sky nelle competizioni ufficiali della stagione 2016.

## Organico
Organico da Uci.ch.

### Staff tecnico
|  | Naz.                   | Ruolo | Sportivo          |  |  |  |
|  | ---------------------- | ----- | ----------------- |  |  |  |
|  | Regno Unito (bandiera) | GM    | David Brailsford  |  |  |  |
|  | Francia (bandiera)     | DS    | Nicolas Portal    |  |  |  |
|  | Spagna (bandiera)      | DS    | Xabier Artetxe    |  |  |  |
|  | Norvegia (bandiera)    | DS    | Kurt Asle Arvesen |  |  |  |
|  | Italia (bandiera)      | DS    | Dario Cioni       |  |  |  |
|  | Regno Unito (bandiera) | DS    | Rob Ellingworth   |  |  |  |
|  | Danimarca (bandiera)   | DS    | Carsten Jeppesen  |  |  |  |
|  | Paesi Bassi (bandiera) | DS    | Servais Knaven    |  |  |  |
|  | Australia (bandiera)   | DS    | Brett Lancaster   |  |  |  |
|  | Norvegia (bandiera)    | DS    | Gabriel Rasch     |  |  |  |

### Rosa
|  | Naz.                     |  | Sportivo               | Anno |  |  |
|  | ------------------------ |  | ---------------------- | ---- |  |  |
|  | Stati Uniti (bandiera)   |  | Ian Boswell            | 1987 |  |  |
|  | Irlanda (bandiera)       |  | Philippe Deignan       | 1983 |  |  |
|  | Gran Bretagna (bandiera) |  | Owain Doull (stagista) | 1993 |  |  |
|  | Gran Bretagna (bandiera) |  | Andrew Fenn            | 1990 |  |  |
|  | Gran Bretagna (bandiera) |  | Chris Froome           | 1985 |  |  |
|  | Polonia (bandiera)       |  | Michał Gołaś           | 1984 |  |  |
|  | Colombia (bandiera)      |  | Sebastián Henao        | 1993 |  |  |
|  | Colombia (bandiera)      |  | Sergio Henao           | 1987 |  |  |
|  | Spagna (bandiera)        |  | Beñat Intxausti        | 1986 |  |  |
|  | Gran Bretagna (bandiera) |  | Peter Kennaugh         | 1989 |  |  |
|  | Bielorussia (bandiera)   |  | Vasil' Kiryenka        | 1981 |  |  |
|  | Germania (bandiera)      |  | Christian Knees        | 1981 |  |  |
|  | Rep. Ceca (bandiera)     |  | Leopold König          | 1987 |  |  |
|  | Polonia (bandiera)       |  | Michał Kwiatkowski     | 1990 |  |  |
|  | Spagna (bandiera)        |  | Mikel Landa            | 1989 |  |  |
|  | Spagna (bandiera)        |  | David López García     | 1981 |  |  |
|  | Italia (bandiera)        |  | Gianni Moscon          | 1994 |  |  |
|  | Spagna (bandiera)        |  | Mikel Nieve            | 1984 |  |  |
|  | Norvegia (bandiera)      |  | Lars Petter Nordhaug   | 1984 |  |  |
|  | Gran Bretagna (bandiera) |  | Alex Peters            | 1994 |  |  |
|  | Paesi Bassi (bandiera)   |  | Wout Poels             | 1987 |  |  |
|  | Paesi Bassi (bandiera)   |  | Danny van Poppel       | 1993 |  |  |
|  | Italia (bandiera)        |  | Salvatore Puccio       | 1989 |  |  |
|  | Irlanda (bandiera)       |  | Nicolas Roche          | 1984 |  |  |
|  | Gran Bretagna (bandiera) |  | Luke Rowe              | 1990 |  |  |
|  | Gran Bretagna (bandiera) |  | Ian Stannard           | 1987 |  |  |
|  | Gran Bretagna (bandiera) |  | Ben Swift              | 1987 |  |  |
|  | Gran Bretagna (bandiera) |  | Geraint Thomas         | 1986 |  |  |
|  | Italia (bandiera)        |  | Elia Viviani           | 1989 |  |  |
|  | Spagna (bandiera)        |  | Xabier Zandio          | 1977 |  |  |

## Palmarès
Palmarès da Procyclingstats.com.

### Corse a tappe
World Tour
- Parigi-Nizza

Classifica generale (Geraint Thomas)
- Volta Ciclista a Catalunya

5ª tappa (Wout Poels)
- Vuelta al País Vasco

2ª tappa (Mikel Landa)
- Tour de Romandie

4ª tappa (Chris Froome)
- Giro d'Italia

13ª tappa (Mikel Nieve)
- Critérium du Dauphiné

5ª tappa (Chris Froome)
Classifica generale (Chris Froome)
- Tour de France

8ª tappa (Chris Froome)
18ª tappa (Chris Froome)
Classifica generale (Chris Froome)
- Vuelta a España

1ª tappa (cronosquadre)
11ª tappa (Chris Froome)
19ª tappa (Chris Froome)
Continental
- Volta a la Comunitat Valenciana

1ª tappa (Wout Poels)
4ª tappa (Wout Poels)
Classifica generale (Wout Poels)
- Herald Sun Tour

1ª tappa (Peter Kennaugh)
4ª tappa (Chris Froome)
Classifica generale (Chris Froome)
- Dubai Tour

2ª tappa (Elia Viviani)
- Volta ao Algarve

Classifica generale (Geraint Thomas)
- Driedaagse De Panne - Koksijde

2ª tappa (Elia Viviani)
- Giro del Trentino

2ª tappa (Mikel Landa)
Classifica generale (Mikel Landa)
- Tour de Yorkshire

2ª tappa (Danny van Poppel)
- Vuelta a Burgos

1ª tappa (Danny van Poppel)
3ª tappa (Danny van Poppel)
- Arctic Race of Norway

2ª tappa (Danny van Poppel)
3ª tappa (Gianni Moscon)
Classifica generale (Gianni Moscon)
- Tour of Britain

3ª tappa (Ian Stannard)
6ª tappa (Wout Poels)

### Corse in linea
World Tour
- E3 Harelbeke (Michał Kwiatkowski)
- Liegi-Bastogne-Liegi (Wout Poels)

Continental
- Cadel Evans Great Ocean Road Race (Peter Kennaugh)
- Chrono des Nations (Vasil' Kiryenka)

### Campionati nazionali
- Campionati cechi

Cronometro (Leopold König)
- Campionati irlandesi

Cronometro (Nicolas Roche)
In linea (Nicolas Roche)